# 桂林银行
桂林银行是中国广西壮族自治区桂林市的一家城市商业银行。

## 历史
成立于1997年，原称桂林市商业银行。目前该行有38个营业网点，在桂林市区和市辖的临桂区、灵川县、永福县、阳朔县、荔浦县、全州县等县及区内南宁市、柳州市、贺州市、梧州市、玉林市等地设立了分支机构。
2010年11月1日桂林市商业银行改名为桂林银行，11月25日举行揭牌仪式并更换公章，正式使用新名称办公。
桂林银行的新标志既像桂花又像铜钱，上面红色部分象征桂林的山峰，而下面蓝色部分则象征山峰在水中的倒影。

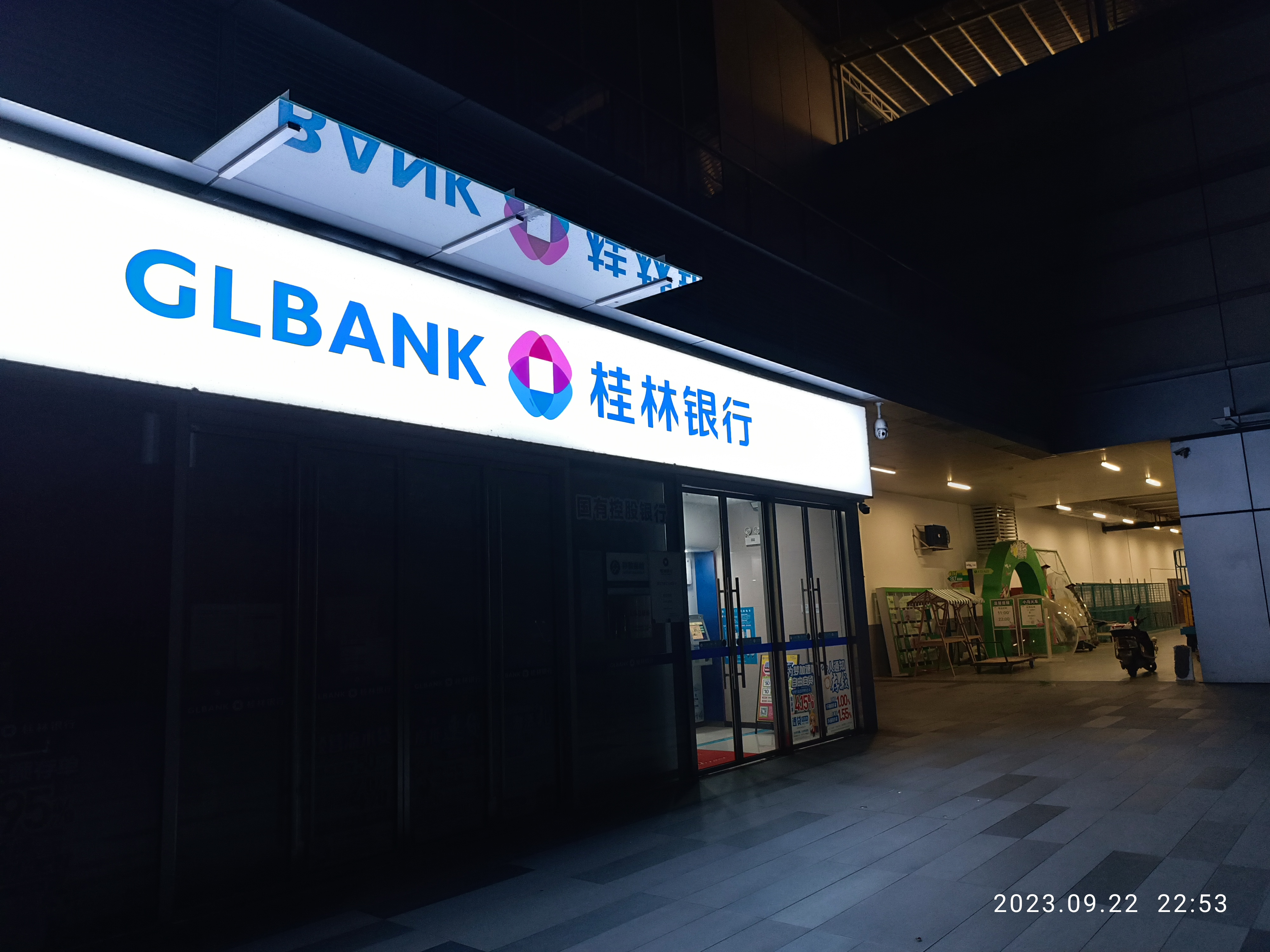
位于崇左万象城的一家分行